# Перелік наукових фахових видань України
Перелік наукових фахових видань України, у яких можуть публікуватися результати дисертаційних робіт на здобуття наукових ступенів доктора і кандидата наук затверджується МОН України. Друковане наукове видання включається до Переліку наукових фахових видань України строком на п'ять років від дати включення.
В переліку є дві частини:
- Перелік наукових фахових видань України, в яких можуть публікуватися результати дисертаційних робіт на здобуття наукових ступенів доктора наук, кандидата наук та ступеня доктора філософії.
- Перелік електронних наукових фахових видань України, в яких можуть оприлюднюватися результати дисертаційних робіт на здобуття наукових ступенів доктора наук, кандидата наук та ступеня доктора філософії.

## Формування переліку
Порядок формування переліку наукових фахових видань України затверджений наказом МОН України від 15 січня 2018 року № 32, зареєстрованим у Мін'юсті України 06 лютого 2018 року за № 148/21600.
До цього переліку до категорії «А» включають наукові періодичні видання України, які входять до наукометричних баз Scopus або Web of Science Core Collection. Станом на 19 червня 2022 в цій категорії 123 друкованих і 6 електронних видань.
Станом на 19 червня 2022 в категорії «Б» — 1279 друкованих і 87 електронних видань.

## Переліки за напрямками та галузями знань
При включенні наукового періодичного видання до переліку зазначають спеціальності, за якими видання здійснює публікації. Виходячи з цього, можливо визначити видання, які входять до переліку, в певній галузі науки, науковій спеціальності або галузі знань, зокрема спеціальності:
- архітектура,
- біологічні, біологія,
- ветеринарні,
- військові,
- географічні,
- геологічні,
- державне управління,
- економічні,
- історичні,
- культурологія,
- медичні, в тому числі теоретична медицина,
- мистецтвознавство,
- національна безпека,
- педагогічні, в тому числі теорія та методика навчання (іноземні мови),
- політичні,
- психологічні,
- сільськогосподарські,
- соціальні комунікації,
- соціологічні,
- технічні,
- фармацевтичні,
- фізико-математичні, в тому числі астрономія, математика, фізика,
- фізичне виховання та спорт,
- філологічні,
- філософські,
- хімічні,
- юридичні.